# Ronde van Yorkshire (mannen)
De Ronde van Yorkshire was een driedaagse wielerwedstrijd in het Engelse graafschap Yorkshire. De wedstrijd werd voor het eerst georganiseerd in 2015. De koers maakte deel uit van de UCI ProSeries.
Het idee van de wedstrijd ontstond na het succes van de start van de Ronde van Frankrijk 2014, die in Yorkshire werd georganiseerd. De eerste twee etappes van de Tour van 2014 – die ook werd georganiseerd door de ASO – van Leeds naar Harrogate en van York naar Sheffield kregen de bijnaam Le Tour de Yorkshire.
Tijdens de eerste drie edities werd op de tweede dag van de mannenwedstrijd een eendagskoers verreden door de vrouwen. In 2016 werd deze gewonnen door de Nederlandse Kirsten Wild. In 2018 werd deze uitgebreid tot een tweedaagse etappekoers. Toen werd de eerste etappe gewonnen door Wild en Megan Guarnier won de slotrit en het eindklassement.

## Lijst van winnaars

### Overwinningen per land
| Overwinningen | Land                                      |
| ------------- | ----------------------------------------- |
| 2             | België                                    |
| 1             | Frankrijk, Noorwegen, Verenigd Koninkrijk |

Mannen:
2015 ·
2016 ·
2017 ·
2018 ·
2019
Vrouwen:
2015 ·
2016 ·
2017 ·
2018 ·
2019
2005 · 
2006 · 
2007 · 
2008 · 
2009 · 
2010 · 
2011 · 
2012 · 
2013 · 
2014 · 
2015 · 
2016 · 
2017 ·
2018 ·
2019 ·
2020 ·
2021 ·
2022 ·
2023 ·
2024 ·
2025
Belangrijkste etappewedstrijden

Internationaal Wegcriterium · Driedaagse Brugge-De Panne · Ronde van de Alpen · Vierdaagse van Duinkerke · Ronde van Beieren · Ronde van Noorwegen · Ronde van België · Ronde van Luxemburg · Ronde van Oostenrijk · Ronde van Wallonië · Ronde van Burgos · Ronde van Denemarken · Arctic Race of Norway · Ronde van Groot-Brittannië
Belangrijkste eendaagse wedstrijden

Trofeo Laigueglia · GP Lugano · GP Nobili Rubinetterie · Dwars door Vlaanderen · Scheldeprijs · Brabantse Pijl · GP Kanton Aargau · Brussels Cycling Classic · GP Fourmies · Primus Classic Impanis-Van Petegem · Ronde van de Drie Valleien · Milaan-Turijn · Ronde van Piemonte · Ronde van het Münsterland · Ronde van Emilia · Parijs-Tours · GP Bruno Beghelli